# Bulgarian Open Challenger 1999
Il Bulgarian Open Challenger 1999 è stato un torneo di tennis facente parte della categoria ATP Challenger Series nell'ambito dell'ATP Challenger Series 1999. Il torneo si è giocato a Sofia in Bulgaria dal 7 al 12 settembre 1999 su campi in terra rossa.

## Vincitori

### Singolare
Ivajlo Trajkov ha battuto in finale  David Miketa con il punteggio di 7–5, 6–2

### Doppio
Massimo Ardinghi /  Davide Sanguinetti hanno battuto in finale  Nebojša Đorđević /  Dušan Vemić con il punteggio di 6–4, 6–2